# روبرت دفريوإكس
روبرت دفريوإكس (بالإنجليزية: Robert Devereux)‏ هو لاعب اتحاد الرغبي أمريكي، ولد في 24 أغسطس 1897 في تشيشاير في الولايات المتحدة، وتوفي في 28 أبريل 1974.

## وصلات خارجية
- روبرت دفريوإكس عل موقع إسبنسكروم (الإنجليزية)
- روبرت دفريوإكس على موقع أوليمبيديا (الإنجليزية)